# Forteresse de Smederevo
La forteresse de Smederevo (en serbe cyrillique : Cмeдepeвcκa твpђaвa ; en serbe latin : Smederevska tvrđava), située à Smederevo en Serbie, était une ville fortifiée du Moyen Âge qui servit temporairement de capitale au pays. Elle fut édifiée par le despote Đurađ Branković dans la première moitié du XVe siècle, durant la période du despotat de Serbie. Vers la fin du XVe siècle, les Turcs lui adjoignirent de nouvelles fortifications. Bien qu'elle ait subi plusieurs sièges des Ottomans et des Serbes, la forteresse demeura relativement indemne. Ce ne fut qu'au cours de la Seconde Guerre mondiale qu'elle subit de sérieux dommages après une série d'explosions en son cœur et des bombardements. La forteresse, qui constitue « l'une des rares cours préservées des souverains serbes du Moyen Âge », est actuellement en phase de restauration. Elle est inscrite sur la liste des monuments culturels d'importance exceptionnelle de la république de Serbie (identifiant no SK 538).

## Géographie
La forteresse de Smederevo est située à 45 kilomètres au sud-est de Belgrade et couvre une superficie de 11,3 hectares en plein cœur de la ville de Smederevo. Elle est positionnée sur la rive droite du Danube, sur un delta formé par le confluent du Danube et de la Jezava à 72 mètres au-dessus du niveau de la mer. Cette position permit à la capitale serbe de rester proche du royaume chrétien de Hongrie tout en satisfaisant le sultan Murad II qui vit d'un bon œil l'élimination du point de passage des Hongrois vers la vallée de la Morava. Sa position stratégique, reliée à la fois aux Balkans et à l'Europe centrale, fit de la forteresse un important centre religieux et commercial durant des siècles et elle est, encore aujourd'hui, desservie par le corridor paneuropéen X. Le Danube la relie également à de nombreux autres sites historiques dont Belgrade et Vinča mais aussi Novi Sad, la forteresse de Golubac, Lepenski Vir et Viminacium.

## Histoire

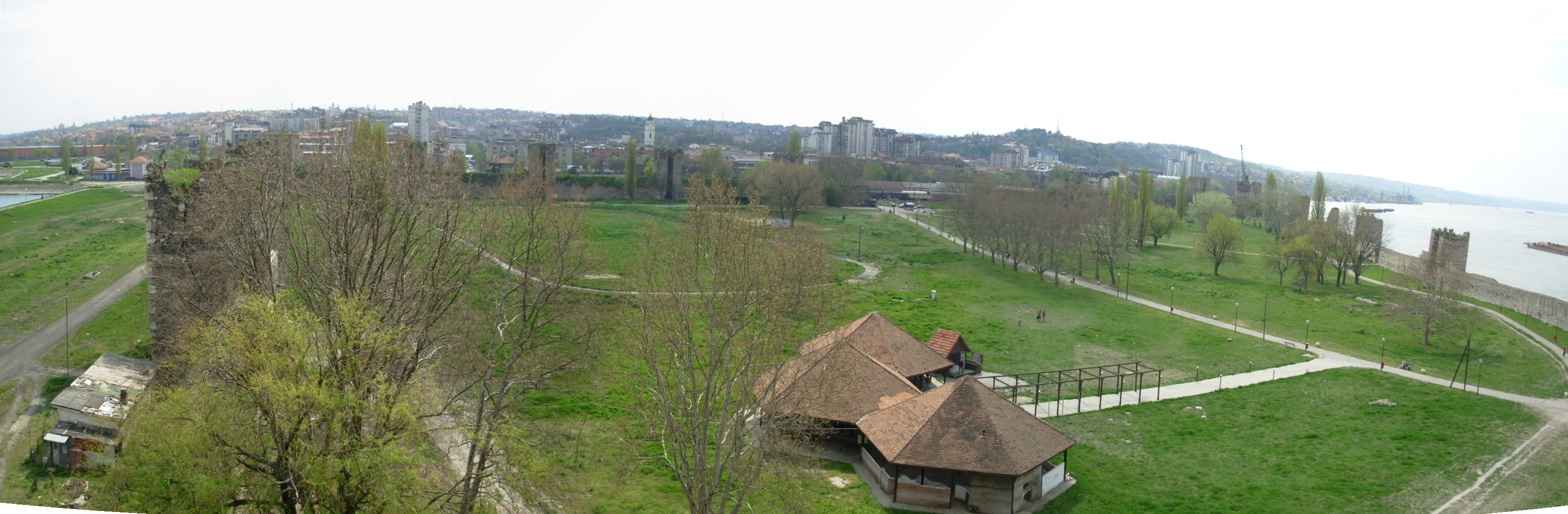
Vue panoramique de l'enceinte fortifiée.

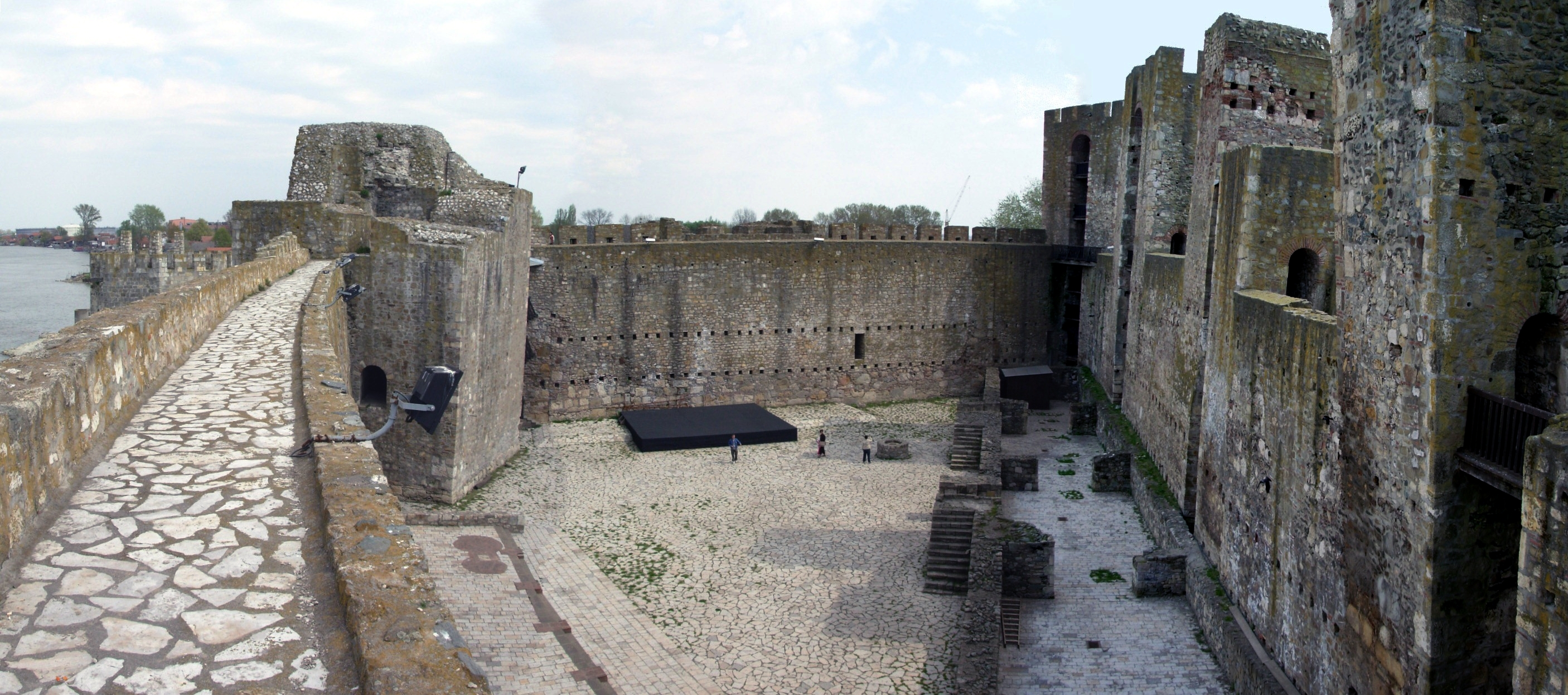
La petite ville.

Lors de la conquête ottomane des Balkans au début du XVe siècle, les souverains chrétiens de la région furent défaits à plusieurs reprises, comme lors de la bataille de Kosovo Polje ou le siège de Veliko Tarnovo. Le despote Stefan Lazarević dut maintenir le despotat de Serbie dans un fragile équilibre, entre les Ottomans d'un côté et de l'autre les Hongrois. Vers 1403, il accepta la suzeraineté hongroise du roi Sigismond Ier et établit sa nouvelle capitale à Belgrade, qui lui fut cédée en récompense de ses services. Après la mort de Stefan en 1426, son neveu et successeur, Đurađ Branković, dut restituer Belgrade aux Hongrois,. Afin de compenser cette perte, Đurađ décida de construire une nouvelle capitale. Son choix se porta sur Smederevo,.

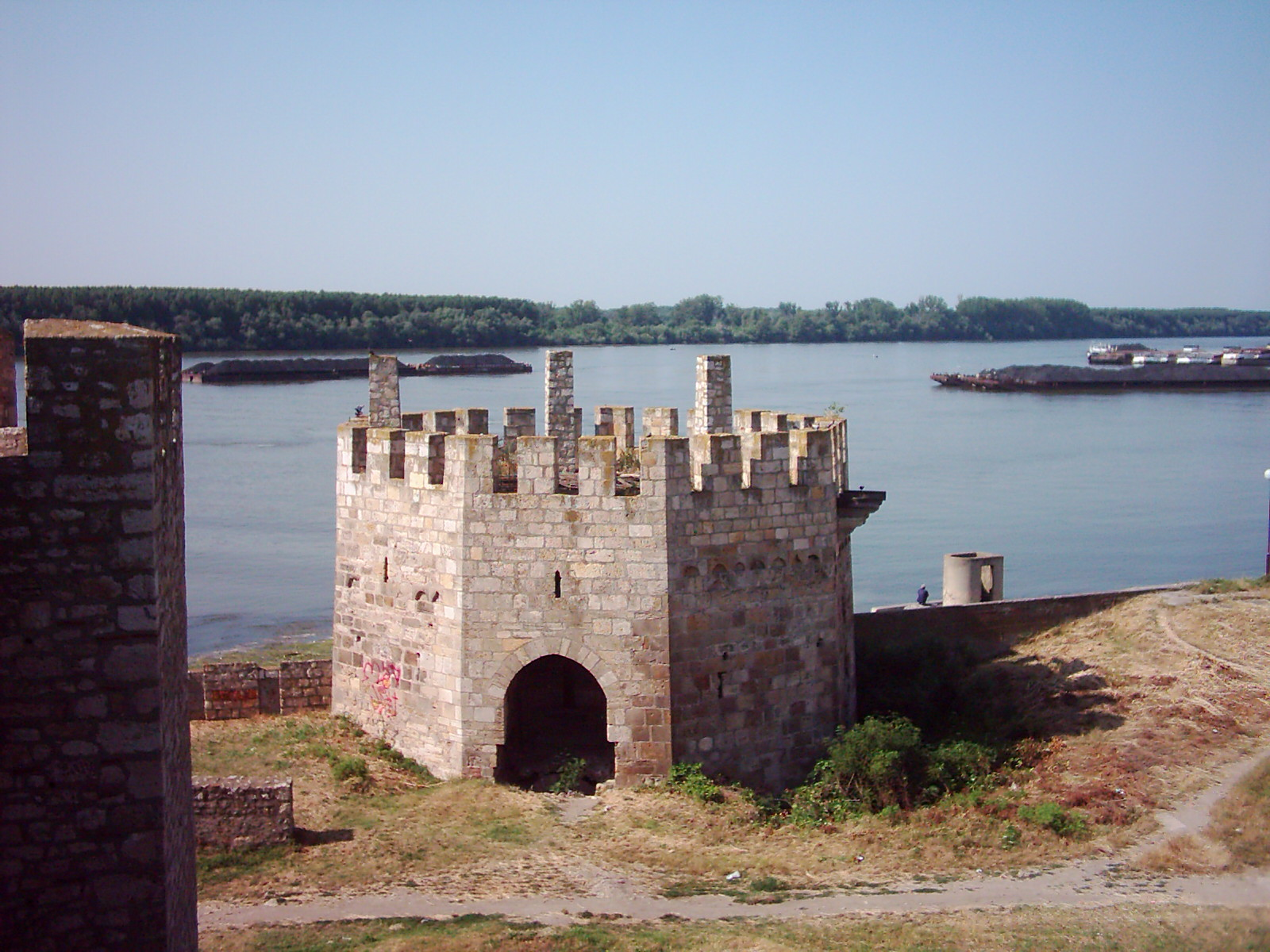
Une tour de la forteresse

Le site de Smederevo, qui était dépourvu de toute installation humaine, fut choisi pour plusieurs raisons. En 1428, durant la guerre de l'Empire ottoman contre Venise, les Hongrois et les Ottomans acceptèrent de reconnaitre Branković comme un souverain indépendant de Serbie, transformant ainsi la Serbie en État tampon. Un accord établit également la suzeraineté de l'Empire ottoman sur la Serbie et confirma le statut de vassal de la Serbie vis-à-vis du royaume de Hongrie. Ses relations anciennes avec la Hongrie et ses différences religieuses marquées avec les Ottomans (les Hongrois et Serbes étaient chrétiens tandis que les Turcs étaient musulmans) poussèrent la Serbie à préférer que la capitale soit plus proche de la Hongrie que de l'Empire ottoman. La situation de Smederevo, entre Belgrade et Golubac, permettait à la fois d'avoir un accès facile aux autres villes le long du fleuve mais aussi de contrôler tout trafic sur le Danube et, le cas échéant, de bloquer les Hongrois qui tenteraient de pénétrer dans la vallée de Morava, ce que les turcs virent d'un œil favorable.

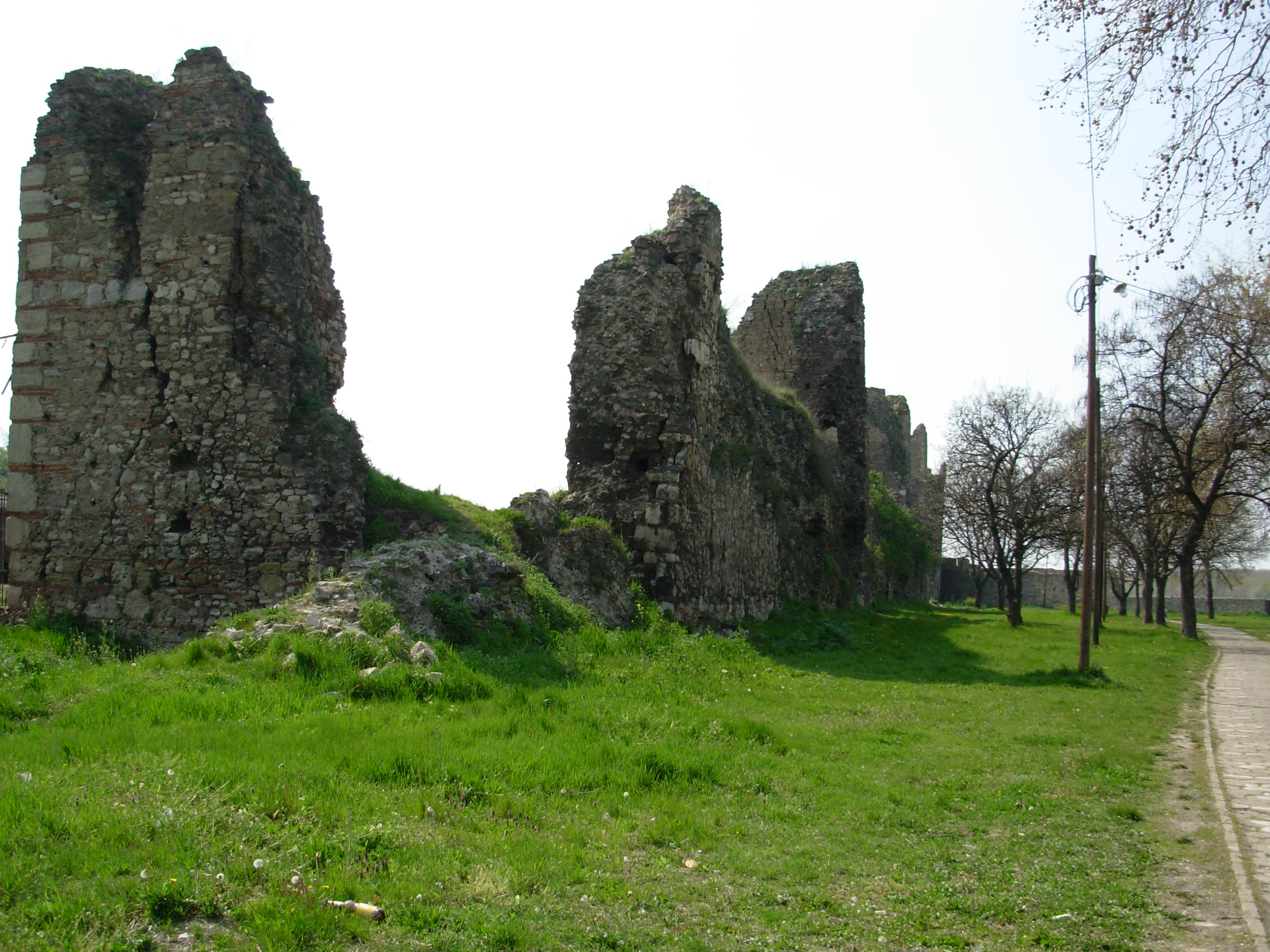
La muraille sud du faubourg fortifié.

La construction de la forteresse débuta à la fin de l'année 1428. La première partie de la construction, incluant un palais et assez de bâtiments pour former une petite ville, fut achevée en 1430. Le travail se poursuivit jusqu'en 1439 sur l'enceinte fortifiée et les fortifications additionnelles. Le 20 avril 1434, la plus jeune fille de Đurađ Branković, Katarina, et Ulrich II de Celje, proche parent de la reine de Hongrie, se marièrent dans la forteresse. Ce mariage mit à l'épreuve la bonne entente du despote avec la Sublime Porte car il impliquait une alliance renforcée entre la Hongrie et la Serbie. En conséquence, le vizir Mehmet Saridže-Pasha fut envoyé à Smederevo vers la mi-1434 avec un message émanent d'Edirne. Ce message stipulait que la sécurité de la Serbie ne serait assurée par l'Empire ottoman qu'en cas de mariage de la fille aînée de Branković, Mara, avec le sultan Murad II. Après délibérations, le conseil serbe convoqué au palais répondit favorablement à la demande et les arrangements furent faits pour le mariage. À l'automne 1439, Murad II envoya quelques-uns de ses « plus fameux vizirs » récupérer sa promise.
Le 14 avril 1435, un accord de « fraternité et d'amitié » fut signé entre la Serbie et la république de Venise dans la salle de réception de la forteresse de Smederevo. En outre, cet accord offrit à Đurađ et ses fils la citoyenneté vénitienne.
Au début du mois de juin 1439, la paix avec les Ottomans, renforcée après le mariage de Mara et du sultan, fut brisée. Menés par Murad II, 130 000 soldats turcs prirent les collines surplombant Smederevo. Branković se précipita en Hongrie quérir de l'aide, laissant le commandement à son fils Grgur. Toujours sans nouvelle de l'aide hongroise, Smederevo repoussa l'attaque ottomane, y compris quand les Turcs utilisèrent des canons. Le 18 août 1439, soit 3 mois après, la faim poussa les Serbes à la reddition. Les princes Grgur et Stefan furent envoyés en Anatolie et leurs yeux brûlés malgré les supplications de leur sœur Mara, devenue sultane. Cinq années plus tard, Đurađ Branković récupéra ses deux fils et la citadelle de Smederevo grâce à la paix de Szeged,.
Début 1449, Branković emprisonna le régent hongrois Jean Hunyadi dans les donjons de la forteresse ; il fut libéré après paiement d'une rançon. En 1453, Mehmed II et Isak-bey Arbanazović lancèrent une attaque sur Smederevo lors d'un raid dévastateur sur la Serbie. Les Turcs prirent 50 000 hommes, femmes et enfants et lancèrent 20 000 hommes sur Smederevo. La forteresse, commandée par Thomas Cantacuzène, et protégée par 6 000 hommes résista à l'assaut. En 1459, Smederevo fut prise par les Ottomans, ce qui mit un terme à l'État médiéval serbe.
Durant la Seconde Guerre mondiale, les Allemands utilisèrent la forteresse comme un dépôt de munitions. Le 5 juin 1941, le stock explosa, ébranlant toute la ville et endommageant des installations situées à 10 kilomètres de distance. Une grande partie du mur sud de la forteresse fut détruit ainsi que la station de chemin de fer qui fut littéralement soufflée. La plupart des bâtiments en ville s'effondrèrent en tas de gravats. À peu près 2 500 personnes périrent et quasiment toute la population fut blessée. Les bombardements des Alliés en 1944 aggravèrent la situation, endommageant un peu plus la forteresse.

## Usage actuel et futur
La forteresse est aujourd'hui utilisée comme un parc urbain et accueille occasionnellement des festivals, des concerts, des foires et d'autres événements culturels. Une estrade a été construite dans la petite ville. Au sud-ouest, l'ancien espace découvert le long de la Jezava accueille désormais un port et une marina. Des discussions sont en cours visant d'une part à déterminer si des infrastructures supplémentaires pourraient être utiles et d'autre part à développer des projets pour restaurer et réhabiliter la forteresse.

## Portée culturelle et historique

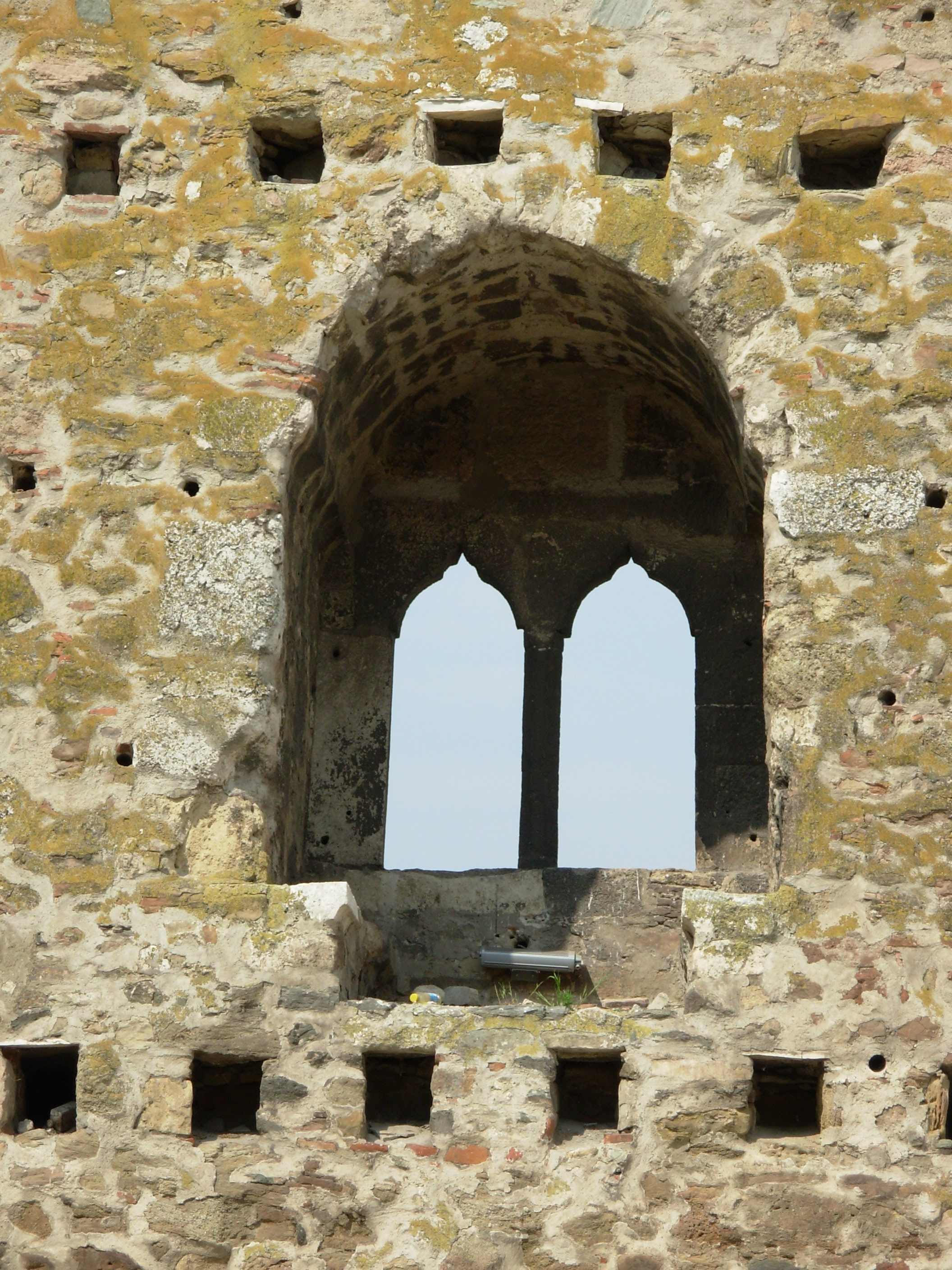
Double fenêtre en arche.

La forteresse de Smederevo a été décrite comme l'« une des plus saisissantes et monumentales pièces d'architecture qui nous soit parvenues de la Serbie médiévale », comme étant « le témoin de la force créative serbe ». Elle est une manifestation caractéristique de l'architecture serbe médiévale défensive et demeura incroyablement bien conservée jusqu'à la Seconde Guerre mondiale. La forteresse et la zone environnante ont accumulé les vestiges des civilisations qui se sont développées au cours de l'histoire, principalement entre le XVe et le XXe siècle, fournissant un témoignage direct de l'évolution au cours des âges de l'État serbe médiéval et de l'Église orthodoxe serbe. 
La forteresse fut construite par Đurađ Branković en tant que nouvelle capitale de la Serbie. Durant sa construction, la femme de Branković, Jerina, fut aperçue en train de parler avec les contremaîtres étrangers ; son frère, Georges Cantacuzène, fut directement associé au projet. Parmi les ouvriers, cette association, ajoutée au travail difficile et aux impôts élevés, valut à Jerina le surnom de Jerina Prokleta, c'est-à-dire « maudite Jerina ».
La somme d'efforts exigée produisit une variété d'exagérations et de légendes au sein de la population, tel le poème épique Starina Novak i knez Bogosav (« Le vieux Novak et le comte Bogosav »), qui affirmait que beaucoup d'habitants s'étaient enfuis dans les bois devenant des hajduci afin de fuir les impôts et le travail harassant. Bien que des hajduci se fussent trouvés dans la région à la même période, rien n'indique que leur vocation ait été liée à la construction de la forteresse.
Une fois la première partie de la forteresse achevée, cette dernière devint rapidement un important lieu de communication entre les Balkans et l'Europe centrale. Peu après sa construction, la ville devint un centre reconnu dans les domaines religieux et commerciaux, à tel point qu'elle était peuplée principalement de Serbes et de marchands provenant majoritairement de Dubrovnik. À la même époque, les reliques de saint Luc, qui était devenu le saint patron de Smederevo, furent ramenées dans la ville et déposées dans l'église de la forteresse.

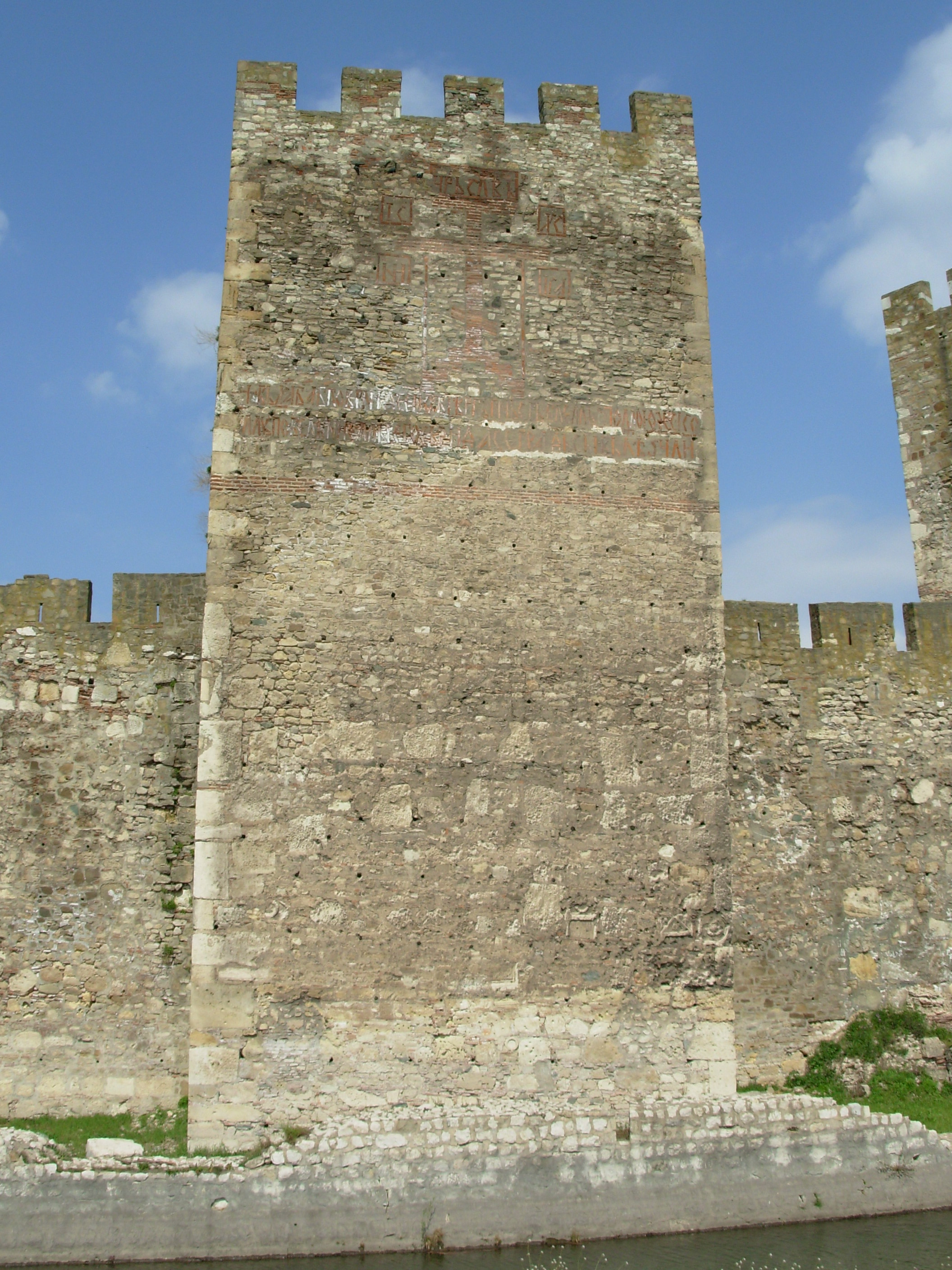
Krstata kula. La Tour du despote, portant l'inscription en brique.

En plus de sa structure externe, la forteresse est réputée pour sa salle de réception qui est un parfait exemple de l'architecture médiévale serbe. Adjacentes au Danube, les hautes murailles abritent quatre doubles fenêtres en arche taillées selon les styles gothiques et romans. C'est ici que fut signé un accord commercial entre le despotat de Serbie et la république de Venise.
La « petite ville » abrite également une tour avec une inscription en brique nommant Đurađ Branković et indiquant la date de construction. Il y est écrit : V Hrista Boga blagoverni despot Gurg, gospodin Srblju i Pomorju zetskomu; zapovešću njegovom sazida se ovaj grad v leto 6938 (« Dans le seigneur Jésus-Christ, le fidèle despote Gurg, maître des Serbes du littoral de Zeta. Par son ordre cette ville a été édifiée en l'année 6938 [1430] »). Au-dessus figure une croix emmurée qui donna son nom à la tour : krstata kula. Ce type d'inscription est relativement rare et se rencontre seulement sur l'ancien territoire byzantin. C'est l'unique exemplaire présent en Yougoslavie.
Dans le faubourg fortifié se trouvent les vestiges de deux anciens bâtiments. L'un était l'église de l'Annonciation (en serbe : Blagoveštenjska crkva), qui reçut les reliques de saint Paul. Sa construction débuta au XVe siècle, sur les vestiges d'anciennes constructions. L'autre était un bain turc du XVIIe siècle. Certaines sources affirment que le bain fut construit au XVe siècle, voir Image:Smederevo bath table.jpg. La forteresse ayant été sous contrôle ottoman durant ces deux périodes, les deux dates de construction sont plausibles.
Pendant des années, la forteresse de Smederevo servit de dernier rempart face aux assauts ottomans. Durant l'attaque turque de 1438, Smederevo devint la première citadelle serbe à être menacée par le feu d'artillerie. Quand elle tomba en 1459, les Turcs firent de la ville le centre administratif d'un sandjak. Plus tard, Smederevo devint une province de la monarchie habsbourgeoise et servit à nouveau, entre 1805 et 1807, de centre politique à l'État serbe renaissant.

## Architecture

Plan de la forteresse.

La forteresse de Smederevo est une construction massive de style byzantin, modelée sur la forteresse de Constantinople. Bien que ses fondations n'aient pas été destinées à être submergées, elle est considérée comme une forteresse à douves étant donné qu'elle est entourée d'eau. Après sa construction, son importance militaire déclina et peu de modifications lui furent apportées, ce qui lui permit de conserver son style architectural initial.
La forteresse est encerclée par 1,5 kilomètre de murs crénelés d'une épaisseur de 2 mètres et 25 tours de 25 mètres de haut. Deux de ses côtés bordent le Danube et la Jezava, si ce n'est qu'aujourd'hui la Jezava a été légèrement détournée et s'écoule un peu à l'écart des murs. Le troisième côté possède deux fossés qui furent ajoutés au système défensif, un pour la petite ville, l'autre pour le faubourg. La zone sud des murs extérieurs est resté ouverte.

### Construction

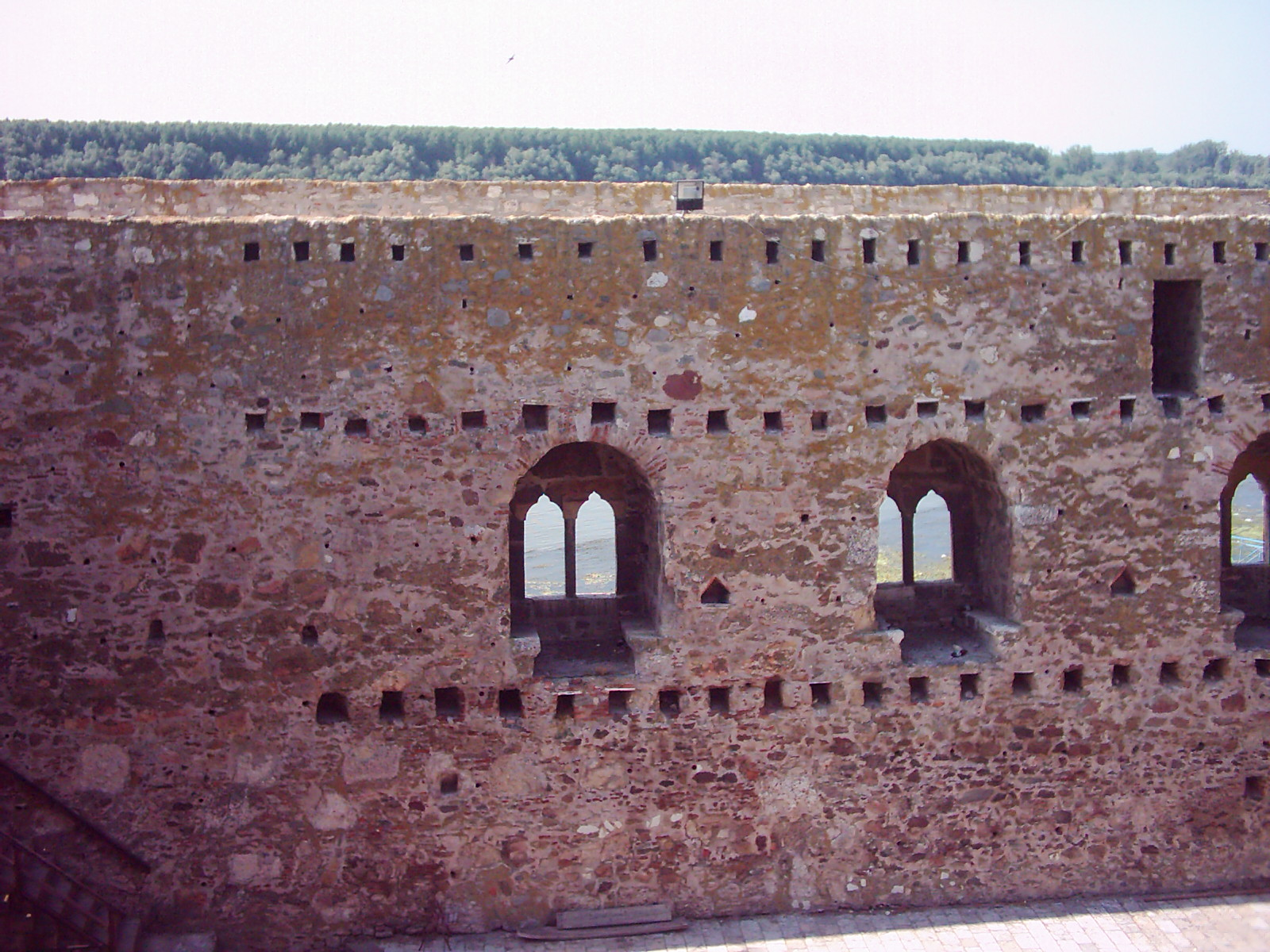
Muraille de la forteresse

La construction de la forteresse s'est déroulée en quatre phases principales. La première phase, qui correspond à l'édification du manoir de Đurađ Branković bâti au confluent du Danube et de la Jezava, débuta à l'automne 1428.
Sous la surveillance de Georges Paléologue Cantacuzène, l'ainé des frères d'Irène Cantacuzène (Jerina Branković), furent collectés du bois, de la chaux et des pierres de construction provenant des anciennes cités romaines de Mons Aureus (correspondant au village actuel de Seone, à l'ouest de Smederevo), Margum (à l'embouchure de la Morava) et Viminacium. Au printemps 1429, des ouvriers venus de Grèce et de la république de Raguse commencèrent le briquetage. En 1430, le manoir était achevé. Il comprenait un palais, qui s'étendait le long du mur bordant la fosse, une salle du trône, opposé à la muraille côté Danube, un donjon (en serbe : Donžon kula), dans l'angle formé par les murailles, une trésorerie, dans une chambre haute et d'autres bâtiments annexes, le tout formant une véritable petite ville,.
La salle du trône, où Branković recevait ses visiteurs, comprenait quatre double fenêtres en arche dessinées dans un style roman et gothique. Le donjon quant à lui constituait la dernière ligne de défense. Il fut construit avec des murs de 4 mètres d'épaisseur et hébergeait la noblesse durant les attaques turques. Des portes secrètes furent incluses dans la muraille bordant la Jezava ouvrant ainsi un passage vers la Hongrie.
Les neuf années suivantes furent utilisées pour agrandir les fortifications afin d'inclure un plus grand faubourg. Le faubourg comptait une église construite au XVe siècle et un bain turc ajouté par les Ottomans au XVIIe siècle. Une barrière relevable dans la muraille côté Danube permettait aux navigateurs de pénétrer dans la forteresse. Peu d'informations nous sont parvenues sur les autres bâtiments, résidentiels ou autres.
Entre 1460 et 1480, la forteresse étant alors une possession ottomane, un imposant système défensif fut construit incluant des escarpements, des murailles basses et des tours supplémentaires. Durant la première moitié du XVIIIe siècle, des tranchées fortifiées furent ajoutées aux défenses.

### État actuel

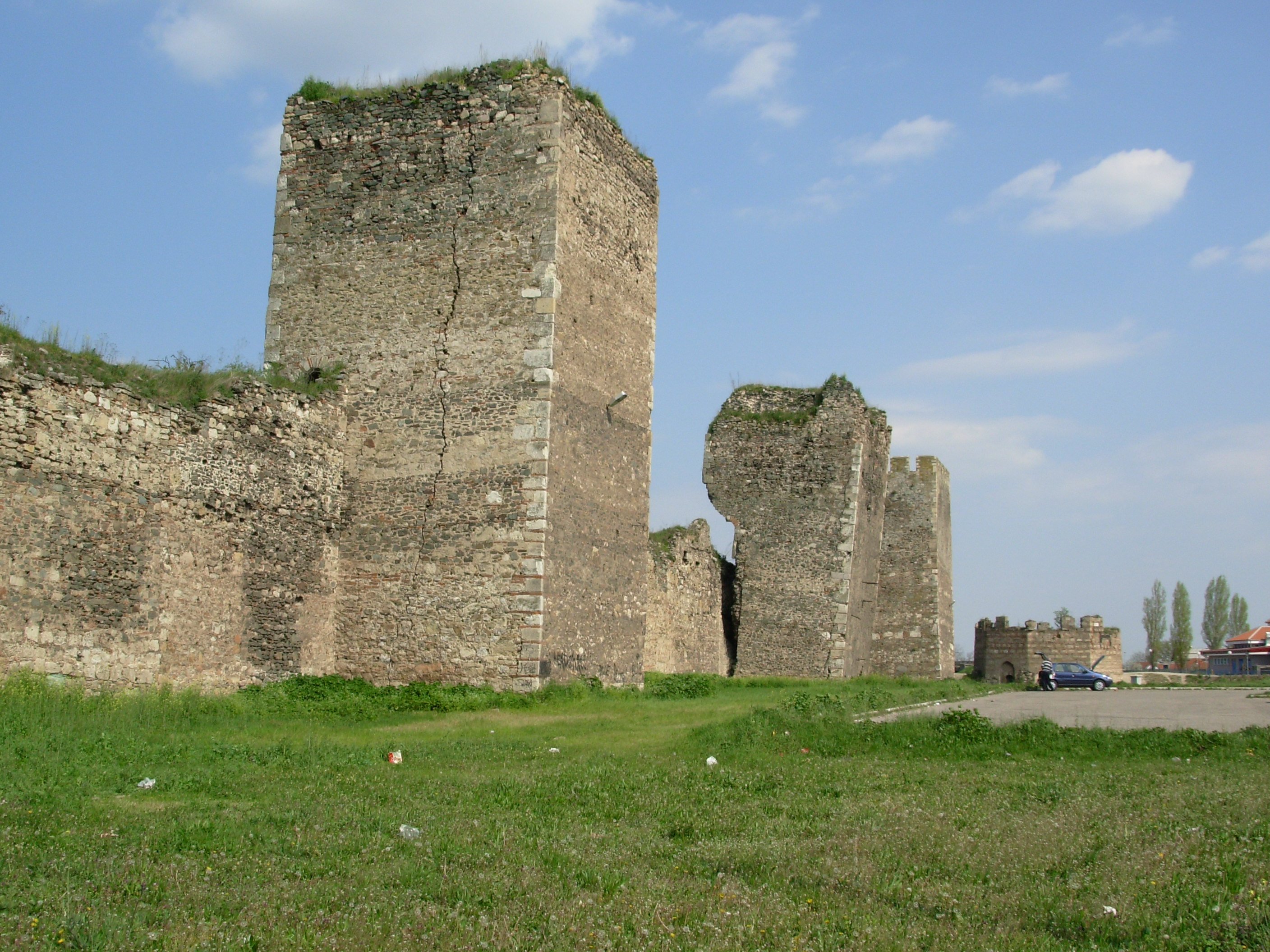
Muraille sud-est.

L'état de détérioration de la forteresse varie sensiblement. La krstata kula est par exemple relativement bien conservée tandis que certaines sections des murailles, qui n'ont jamais été rénovées, se sont effondrées par endroits. Un barrage construit en 1972 au niveau des Portes de Fer, en aval du Danube, éleva le niveau d'eau du bassin du Danube, ce qui causa d'importantes inondations. En conséquence, un système de digues fut construit entre 1970 et 1980 afin de protéger la forteresse et la ville de la montée des eaux. Cependant les inondations de 2006 touchèrent de nouveau la région.

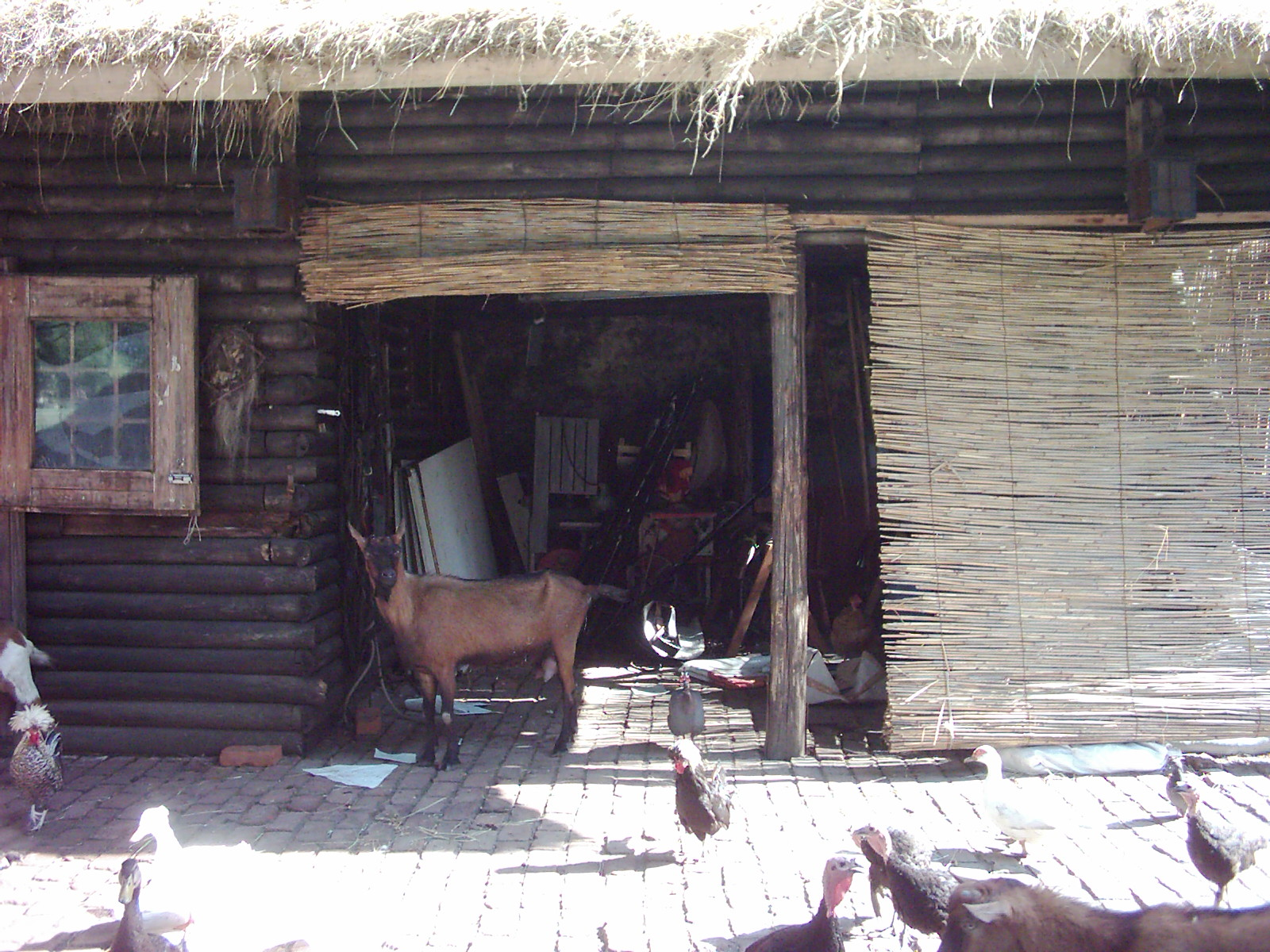
Une ferme à l'intérieur de la forteresse.

La forteresse a été l'objet d'un dispositif de restauration et de conservation étayé par des recherches archéologiques et architecturales, ce depuis les années 1970. La majorité du travail s'est déroulée entre 1970 et 1995. Alors que certaines parties ont déjà été restaurées, d'autres n'ont bénéficié que d'un travail de conservation et restent en piteux état. Dans la petite ville, il ne reste du palais que les fondations qui ressortent de terre et quelques traces sur le sol témoignant de l'ancien emplacement de la salle de réception. Ces vestiges ont été partiellement restaurés et demeurent dans un état stable. Des tâches d'entretien sont continuellement effectués comme le désherbage. Parmi les tours environnantes certaines se sont effondrées, les autres sont en attente de rénovation. La restauration de la ville fut suivie d'une mission archéologique en 1994-1995.
Le faubourg fortifié est en assez mauvais état. Des sections de la muraille sont manquantes et plusieurs tours penchent dangereusement ou se sont effondrées. La tour située derrière la tour portant une inscription turque, la muraille le long du Danube et la muraille sud ont toutes bénéficié d'un travail de conservation sommaire. La majorité du temps ayant été dépensé en fouilles et recherches archéologiques, principalement sur les sites de l'église et du bain turc. La façade le long du Danube, qui s'est effondrée à plusieurs reprises, a été restaurée et est aujourd'hui en bon état. Sur les autres flancs, plusieurs sections de murailles ont disparu ou gisent sur le sol, leur état global est inconnu. Excepté du côté du Danube, les flancs de la forteresse sont cernés par les constructions modernes, une marina côté est, un chemin de fer au sud et toutes sortes d'autres infrastructures.

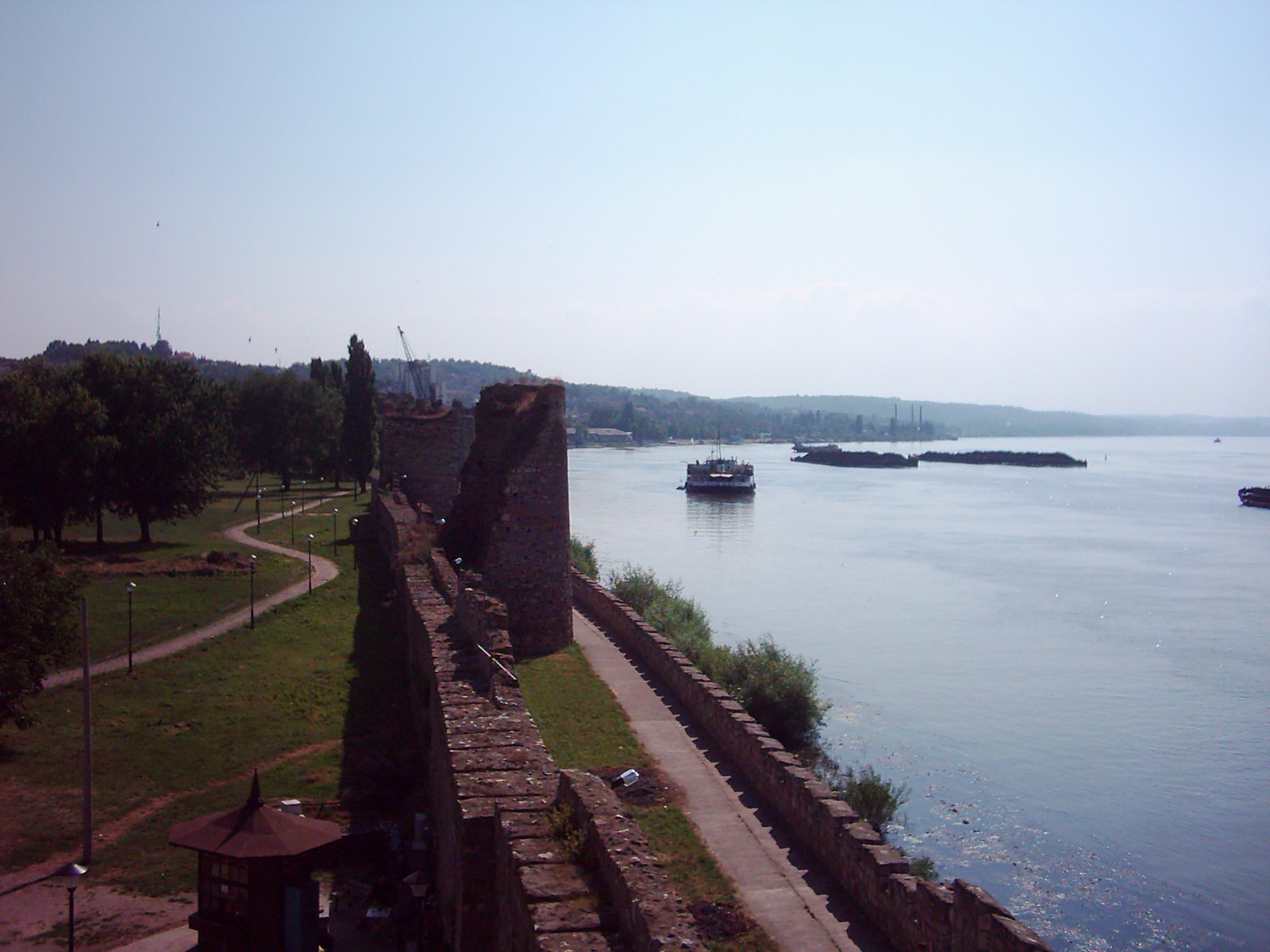
Le Danube vu de la forteresse

Le projet final se fixe pour mission la réhabilitation de la forteresse et de son environnement immédiat. En conséquence il est prévu que le chemin de fer soit détourné. Entre 2003 et 2004, le coût du travail de conservation fut estimé à 10 600 000 € tandis que le coût total de réhabilitation incluant la conservation, la restauration et la recherche était estimé à 22 millions d'euros. En 2005, les coûts combinés de conservation et de recherche sont tombés à 4 millions d'euros[réf. nécessaire].

### Risques futurs
Malgré les efforts entrepris, la pérennité de la forteresse est menacée, tant par des causes naturelles que par les activités humaines. La brusque montée des eaux résultant de la construction du barrage aux Portes de Fer menace sa stabilité et a engendré des inondations à répétition, surtout avant la consolidation des digues. La pollution de l'air et la végétation environnante accélèrent l'effritement des pierres. L'empiètement des structures urbaines, comme la ligne de chemin de fer, défigure le paysage. Le tourisme, en nette progression, combiné à des systèmes de protection et de maintenance inadaptés en raison des moyens financiers concourent à la lente détérioration de la forteresse.